# مسجد عبد الحميد بن باديس (وهران)
هو ثاني أكبر مسجد في الجزائر بعد مسجد الجزائر الأعظم الذي لم يكتمل انجازه. تم تدشينه يوم 16 أبريل 2015 بعد مرور أربعين سنة على بداية أشغال انجازه سنة 1975. يستوعب المسجد أكثر من 25 ألف مصل وبه قاعة للمحاضرات ب 460 مقعدا وساحة كبيرة وموقفين للسيارات في الطابق السفلي ومحلات تجارية وفضاءات للمعارض وغيرها من المرافق. وقد تم إنشاء مؤسسة عمومية لتسيير هذا الصرح.

## بداية المشروع
جاءت فكرة انجاز مسجد يليق بمدينة وهران في بداية السبعينيات من القرن الماضي بمبادرة من مواطنين غير انه لم يتم تسجيل المشروع سوى في سنة 1975 حسب مديرية الشؤون الدينية. وقد واجه مشروع مسجد عبد الحميد بن باديس الذي كان يفترض أن يجسد في نفس الوقت مع مسجد الأمير عبد القادر بقسنطينة العديد من العقبات المرتبطة بتوفير المخصصات المالية اللازمة لتمويله وكذا قطعة الأرض لتجسيد المشروع حسب مسئولي مديرية الشؤون الدينية والأوقاف.وبفعل هذه العراقيل تم تغيير أرضية إقامة المشروع لأربع مرات ليستقر في الأخير بمنطقة بحي جمال الدين شرق وهران وذلك بعد تأخر دام حوالي 30 سنة.

## بداية الأشغال
شرع في تجسيد هذا المشروع الضخم في سنة 2000 من قبل شركة جزائرية على مساحة قدرها 4 هكتارات غير أن الأشغال توقفت بعد استهلاك المخصصات المالية ليسند المشروع فيما بعد إلى شركة صينية التي توقفت بدورها عن مواصلة إتمام المشروع بسبب نقص التمويل.
ثم استأنفت الأشغال في سنة 2013 من طرف شركة تركية بعد أن تكفل رئيس الجمهورية السيد عبد العزيز بوتفليقة بتخصيص غلاف مالي بقيمة 5 مليارات دج لإنهاء المشروع من ميزانية الدولة سنة 2008 .
وقد سمح هذا التمويل والاهتمام الذي أولاه رئيس الجمهورية لهذا المشروع بالإسراع في وتيرة الإنجاز لإتمامه في الآجال المتفق عليها والمحددة بسنة 2015.
وقد تم انجاز هذا المرفق الديني المتميز بالطابع المعماري الأندلسي ألمغاربي على مساحة مبنية تفوق 639 ألف متر مربع.
ويتميز مسجد العلامة عبد الحميد بن باديس بمنارة مغطاة بالزجاج الأولى من نوعها على المستوى الوطني يبلغ ارتفاعها 104 مترا وتتشكل من 21 طابقا تحتضن المكاتب والمصالح الإدارية.
كما يضم هذا الصرح الديني قبة بعلو 64 مترًا وثمانية أبواب اثنان منها مصنوعان من الخشب والبرونز تقود إلى الداخل لاكتشاف هندسته الرائعة وزخرفته الراقية والثريا الكبيرة المتدلية من السقف التي تسر الناظرين.
ويشمل المسجد قاعة للصلاة للرجال وأخرى للنساء بالطابق العلوي وفضاءات أخرى للصلاة بطاقة إجمالية تقدر بنحو 25 ألف مصلي.
ويتوفر هذا المركب الإسلامي الذي كلف 5,8 مليار دج على معهد عالي للإمامة ومدرسة قرآنية ومركز للفنون الإسلامية وقاعة محاضرات تتسع ل 600 مقعد وقاعات للعرض ومكتبات ومدياتيك إلى جانب مركز تجاري وحظيرة تتسع لأزيد من 600 سيارة وغيرها من المرافق.
ويتكفل بتسيير هذا المسجد الكبير مجلس إدارة اشرف على تنصيب بداية الشهر الجاري وزير الشؤون الدينية والأوقاف محمد عيسى.
وسيعمل مجلس إدارة هذا المسجد الذي يكتسي صفة مؤسسة عمومية ذات طابع صناعي وتجاري على تسيير مختلف الخدمات مثل التنظيف والصيانة بينما الأشغال الخاصة بالأمن ستمنح لمؤسسات خاصة.
وسيصبح هذا المركب الحضاري والديني مركز إشعاع حقيقي بالمنطقة وذلك من خلال احتضانه للقاءات الفكرية والعلمية ومساهمته في النشاطات الثقافية..
كما سيكلف المعهد العالي للإمامة التابع له بضمان تكوين الأئمة لباقي مساجد الولاية تكوينا جامعيا وفق نظام ليسانس- ماستر- دكتوراه (ال. ام.دي).
والى جانب ذلك يقدم هذا المسجد القطب أيضا الخدمة الاجتماعية لمواطني المنطقة المتمثلة في إصدار الفتاوي والنصائح وإصلاح ذات البين.

## مواضيع ذات صلة
- المرجعية الدينية الجزائرية
- الحزب الراتب

## وصلات خارجية
- افتتاح بوهران المسجد الكبير العلامة عبد الحميد بن باديس - وكالة الأنباء الجزائرية